# Frederik Høedt

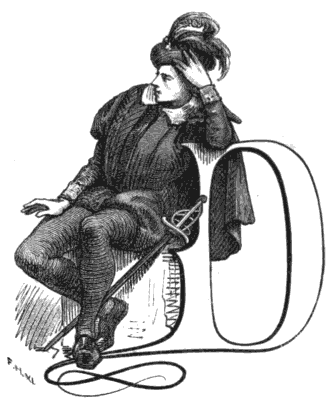
Frederik Høedt i Edvard Brandes Dansk skuespillkunst, 1880.

Frederik Ludvig Høedt, född den 13 februari 1820 i Köpenhamn, död den 22 mars 1885, var en dansk skådespelare. 
Høedt blev student 1836 och utgav 1845-54 tre samlingar Lyriske digte (utgivna tillsammans 1856)  
samt några översättningar av franska skådespel (bland annat "Embedsiver", 1849, 3:e upplagan 1894). År 1851 uppträdde han på kungliga teatern som Hamlet med ovanlig framgång och vann sedermera även i lustspel mycket bifall, men fick också skarp kritik, därför att han i sin konst strävade att genomföra en strängare naturalism, än man dittills hade lärt känna. 
År 1855 lämnade han kungliga teatern till följd av stridigheter med dess direktör J.L. Heiberg och övergick till ett enskilt skådespelarsällskap. Redan året därpå återvände han väl till kungliga teatern, men upphörde att spela redan efter ett års förlopp. Däremot var han 1856-76 elevinstruktör och 1858-64 dessutom scenisk instruktör och, skriver Emil Elberling i Nordisk Familjebok, "visade i bägge befattningarna stor duglighet, men ej uthållighet nog att invänta sina idéers seger." År 1859 fick han titeln professor.